# Leptophion pterospilus
Leptophion pterospilus là một loài tò vò trong họ Ichneumonidae.